# Нурминское сельское поселение (Марий Эл)
Нурминское сельское поселение — муниципальное образование (сельское поселение) в составе Медведевского района Марий Эл Российской Федерации.
Административный центр поселения — село Нурма.

## История
Статус и границы сельского поселения установлены Законом Республики Марий Эл от 18 июня 2004 года № 15-З «О статусе, границах и составе муниципальных районов, городских округов в Республике Марий Эл». Сельское поселение образовано в составе трёх деревень — Люльпаны, Малая Речка, Новое Широково. Сельское поселение образовано в составе семи населенных пунктов — село Нурма и деревни Арбаны, Данилкино, Елемучаш, Малые Мазары, Нефедкино, Ныръял.
С 1 апреля 2014 года в состав поселения вошли населённые пункты, ранее входившие в упразднённое сельское поселение Нужъяльское (деревни Яныкайсола, Аргамач, Малые Люльпаны, Нужъялы, посёлки Нужъялы и Ошла).

## Население
| 2010  | 2011  | 2012  | 2013  | 2014  | 2015  | 2016  |
| ----- | ----- | ----- | ----- | ----- | ----- | ----- |
| 1777  | ↗1780 | ↘1771 | ↘1757 | ↘1734 | ↗2687 | ↘2679 |
| 2017  | 2018  | 2019  | 2020  | 2021  | 2023  |       |
| ↘2656 | ↘2603 | ↘2591 | ↘2580 | ↘2294 | ↘2245 |       |

Существенный рост населения поселения в 2015 году связан с увеличением состава населённых пунктов, входящих в состав поселения.

## Состав сельского поселения
В состав сельского поселения входят 10 деревень, 1 село и 3 посёлка:
| №  | Населённый пункт        | Тип населённого пункта       | Население |
| -- | ----------------------- | ---------------------------- | --------- |
| 1  | Арбаны                  | деревня                      | →398      |
| 2  | Аргамач                 | деревня                      | →0        |
| 3  | Данилкино               | деревня                      | →126      |
| 4  | Елемучаш                | деревня                      | →116      |
| 5  | Малые Люльпаны          | деревня                      | ↗116      |
| 6  | Малые Мазары            | деревня                      | →138      |
| 7  | Нефедкино               | деревня                      | →124      |
| 8  | Нужъялы                 | деревня                      | ↗104      |
| 9  | Нужъялы                 | посёлок                      | ↘535      |
| 10 | Нужъяльское Лесничество | посёлок                      | ↘21       |
| 11 | Нурма                   | село, административный центр | ↘1032     |
| 12 | Ныръял                  | деревня                      | →205      |
| 13 | Ошла                    | посёлок                      | ↗40       |
| 14 | Яныкайсола              | деревня                      | ↗379      |